# 三座厝
三座厝，臺灣客家話口語上稱為三座屋，是臺灣苗栗縣銅鑼鄉的一個傳統地域名稱，位於該鄉西北部。相較於今日行政區，其範圍大致與竹森村相近。
本地區範圍跨越西湖溪兩岸。

## 歷史
台灣清治末期至日治初期，三座厝地區為一街庄，稱為「三座厝庄」，隸屬於苗栗一堡。該庄輪廓略呈東北—西南走向狹長形，西北側由西至東分別與楓樹窩庄、烏眉坑庄、高埔庄、五湖庄為鄰，東南側由東至西分別與芎蕉灣庄、銅鑼灣庄、九湖庄為鄰，西南邊為土城庄。
1901年（日治明治三十四年）11月，全台廢縣廳改設二十廳，該庄隸屬於苗栗廳。1909年（明治四十二年）10月，合併二十廳為十二廳，該庄改隸屬於新竹廳。1920年（大正九年），廢十二廳改設五州二廳，該庄改制為「三座厝」大字，隸屬於新竹州苗栗郡銅鑼庄。
戰後銅鑼庄改制為銅鑼鄉，隸屬於新竹縣，大字亦改制為村。1950年桃、竹、苗分治，銅鑼鄉改隸屬於苗栗縣。

## 聚落
本地區發展較早的聚落有三座厝、四季坑、小銅鑼灣、澗窩（莧窩）、龍錫新（龍錫新庄）、伯公坑、繼武、猴仔坑等，在日治期初期的官方地圖上已有記載。此外，本地區尚有朝陽口、水甲埔、莧窩口、竹森、猫公坑等聚落。

## 交通
台鐵山線大致以北北東—南南西走向經過三座厝地區東北部接近東側邊界地帶。境內未設站，北側最近的是南勢車站，屬招呼站；南側最近的是銅鑼車站，屬三等站，均只停靠區間車。由此等車站可前往台鐵沿線各地。
國道1號又稱「中山高速公路」，是台灣西部兩條縱向高速公路之一，大致以北北東－南南西走向轉縱向經過本地區東部偏南一小部分。境內未設交流道，東北側最近的是省道台6線交會口的苗栗交流道，南側最近的是銅鑼科學園區銅科北路交會口的銅鑼交流道，由此等進入可快速前往國道1號沿線各地。
省道台13線是香山內湖至豐原的幹道，其中尖山至豐原路段俗稱「尖豐公路」，大致以北北東—南南西走向蜿蜒經過本地區東北部及東部邊界地帶。由該道路向北北東轉北可前往苗栗、造橋、竹南、香山內湖並止於省道台1線路口，向南南西轉南繞過銅鑼市區西側可前往三義、后里、豐原並止於省道台3線路口。該道路在本地區路段的南半段屬於銅鑼市區外環道的一部分。
縣道119號是龍港至三義雙連潭的道路，大致以西北—東南走向由本地區東北部的三座厝聚落北側進入本地區，至省道台13線路口轉南南西與其共線約100公尺，再轉向南偏東獨行並離開本地區。由該道路向西北可前往五湖、四湖店、東三湖、二湖、頭湖、烏眉、龍港並止於省道台61線（西部濱海快速公路）後龍交流道及台6線路口，向南偏東經銅鑼市區後轉東再轉東南可前往老鷄隆、新鷄隆、雙連潭並止於縣道130號路口。
縣道128號是通霄至公館的道路，大致以西北—東南走向由莧窩口附近進入本地區，後轉西北西—東南東走向經西湖溪竹林橋、省道台13線、國道1號高架橋下後離開本地區。由該道路向西北轉西可前往高埔南部、烏眉坑、內湖、通霄市區並止於台鐵通霄車站前中山路（省道台1線舊線）路口，向東南東經銅鑼市區並繞彎道下坡後經後龍溪中平大橋、省道台72線銅鑼交流道後轉東北可前往中心埔東南端、中小義、麻薺寮並止於省道台6線路口。